# Kállósemjéni Csordalegelő
Kállósemjéni Csordalegelő este o arie protejată (arie specială de conservare — SAC, sit de importanță comunitară — SCI) din Ungaria întinsă pe o suprafață de 31,27 ha, integral pe uscat.

## Localizare
Centrul sitului Kállósemjéni Csordalegelő este situat la coordonatele 47°51′24″N 21°54′03″E / 47.856667°N 21.900833°E.

## Înființare
Situl Kállósemjéni Csordalegelő a fost declarat sit de importanță comunitară în mai 2004 pentru a proteja 2 specii de animale. Situl a fost protejat și ca arie specială de conservare în februarie 2010.

## Biodiversitate
Situată în ecoregiunea panonică, aria protejată conține 3 habitate naturale: Stepe panonice nisipoase, Stepe și mlaștini sărate panonice, Pajiști aluvionare inundabile, de Cnidion dubii.
La baza desemnării sitului se află mai multe specii protejate:
- amfibieni (1): buhai de baltă cu burta roșie (Bombina bombina)
- mamifere (1): popândău comun (Spermophilus citellus)